# Den svenska arbetarklassens historia
Den svenska arbetarklassens historia är en skriftserie i tolv volymer som publicerades 1941–1957 av Tidens förlag. LO finansierade utgivningen, som tillkom på initiativ av Ture Nerman. Denne hade redan 1931 motionerat i riksdagen om att få statsanslag till ett vetenskapligt verk om "de många små, som i årtusendens namnlösa arbetsbragd" byggt landet, men den avslogs. Istället lyckades han några år senare intressera Sigfrid Hansson på LO för ett projekt om den svenska arbetarklassens historia och 1936 avsattes 100 000 kronor för ändamålet.
Verket fick åren 1987–1990 en uppföljare i den av Arkiv förlag utgivna skriftserien Det svenska arbetets historia som lägger huvudvikten vid industriarbetarnas arbetsförhållanden.

## Verkets delar
1. Tingsten, Herbert (1941). Den svenska socialdemokratiens idéutveckling. 1. Den svenska arbetarklassens historia, 99-0785672-X ; [1]. Stockholm: Tiden. Libris 45564
2. Tingsten, Herbert (1941). Den svenska socialdemokratiens idéutveckling. 2. Den svenska arbetarklassens historia, 99-0785672-X ; [2]. Stockholm: Tiden. Libris 45565
3. Gårdlund, Torsten (1942). Industrialismens samhälle. Den svenska arbetarklassens historia, 99-0785672-X ; [3]. Stockholm: Tiden. Libris 8390189
4. Arbetaren i helg och söcken: kulturhistoriska studier. 1, Hus och hem. Den svenska arbetarklassens historia, 99-0785672-X ; [4]. Stockholm: Tiden. 1943. Libris 68757
5. Arbetaren i helg och söcken: kulturhistoriska studier. 2, Vardag och fest. Den svenska arbetarklassens historia, 99-0785672-X ; [5]. Stockholm: Tiden. 1944. Libris 68758
6. Westerståhl, Jörgen (1945). Svensk fackföreningsrörelse: organisationsproblem, verksamhetsformer, förhållande till staten. Den svenska arbetarklassens historia, 99-0785672-X ; [6]. Stockholm: Tiden. Libris 8075329
7. Hantverkarna. D. 1, Medeltid och äldre vasatid. Den svenska arbetarklassens historia, 99-0785672-X ; [7]. Stockholm: Tiden. 1947. Libris 79181
8. Hantverkarna. D. 2, Stormaktstiden, frihetstiden och gustavianska tiden. Den svenska arbetarklassens historia, 99-0785672-X ; [8]. Stockholm: Tiden. 1949. Libris 79182
9. Boëthius, Bertil (1951). Gruvornas, hyttornas och hamrarnas folk: bergshanteringens arbetare från medeltiden till gustavianska tiden. Den svenska arbetarklassens historia, 99-0785672-X ; [9]. Stockholm: Tiden. Libris 8075353
10. Nyström, Per (1955). Stadsindustriens arbetare före 1800-talet: [bidrag till kännedom om den svenska manufakturindustrien och dess sociala förhållanden]. Den svenska arbetarklassens historia, 99-0785672-X ; [10]. Stockholm: Tiden. Libris 8078699
11. Utterström, Gustaf (1957). Jordbrukets arbetare: levnadsvillkor och arbetsliv på landsbygden från frihetstiden till mitten av 1800-talet. D. 1. Den svenska arbetarklassens historia, 99-0785672-X ; [11]. Stockholm: Tiden. Libris 53865
12. Utterström, Gustaf (1957). Jordbrukets arbetare: levnadsvillkor och arbetsliv på landsbygden från frihetstiden till mitten av 1800-talet. D. 2. Den svenska arbetarklassens historia, 99-0785672-X ; [12]. Stockholm: Tiden. Libris 53866